# Ligne de Noerdange à Martelange
Pour les lignes de chemin de fer partageant le même surnom, voir Jangli.
La ligne de Noerdange à Martelange, communément dénommée Jangli, Jangeli ou Jhangeli selon les variantes, est une ancienne ligne de chemin de fer secondaire à voie métrique de 29,54 km de long qui reliait Noerdange au village de Rombach (village formant un continuum bâti avec la commune belge de Martelange).
Exploitée en 1890 par la Société anonyme des chemins de fer cantonaux luxembourgeois (CC), elle l'est ensuite par les Chemins de fer à voie étroite (CVE) à partir de 1934 lors de la fusion des trois compagnies exploitant les lignes à voie étroite. La Deutsche Reichsbahn reprend l'exploitation en 1942, sous l'occupation, puis la Société nationale des chemins de fer luxembourgeois en 1946.
Elle voit son exploitation arrêtée en 1953.

## Histoire

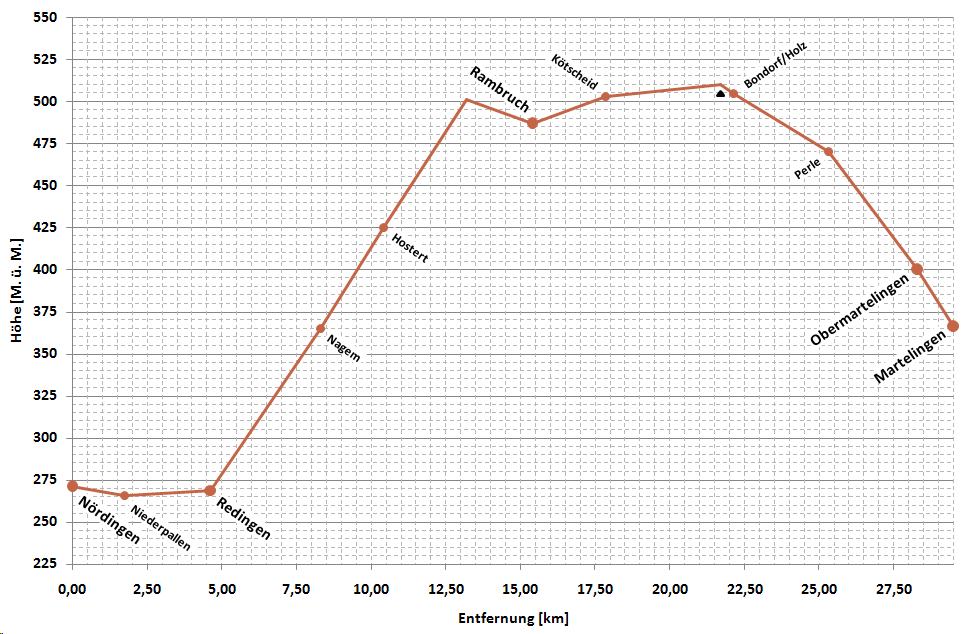
Profil de ligne.

La construction de la ligne est approuvée par la loi du 28 avril 1886. Les travaux d'arpentage de la ligne ont été effectués entre 1886 et 1887, la ligne est déclarée d'utilité publique par l'arrêté royal grand-ducal du 14 mars 1888. Les travaux de construction proprement dits ont débuté en 1889. La ligne a été ouverte le 18 novembre 1890. 
Bien qu'aboutissant officiellement à Martelange, la ligne n'a jamais franchi la frontière entre la Belgique et le Luxembourg et s'arrête en réalité à Rombach, la connexion avec le réseau vicinal de la SNCV, dont les lignes desservant Martelange ont ouvert en 1900 n'ayant jamais été réalisée ; il y a environ 100 mètres entre les gares des deux réseaux, qui utilisent pourtant le même écartement (voie métrique).
Le réseau rencontre rapidement des difficultés financières. Des projets d'électrification sont élaborés à la fin des années 1920 mais sont abandonnés au cours de la crise économique des années 1930. La ligne voit ses trains être progressivement remplacés par des autobus en 1952, l'ultime circulation ayant eu lieu le 16 février 1953. 
À la fin de l'année 1952, un accident grave a lieu à Niederpallen : un train est entré en collision avec un autobus.
Le transport de marchandises reste assuré jusqu'au 1er août suivant et la ligne est officiellement et définitivement fermée par l'arrêté grand-ducal du 29 août 1953 portant « suppression du service ferroviaire sur la ligne de Noerdange à Martelange et autorisation [des CFL] à effectuer la desserte de ladite ligne par un service routier à exploiter en régie. »,. La ligne est déposée l'année suivante,.
À noter que la ligne aurait dû être raccordée à deux autres lignes qui ne furent jamais construites, en attestent ces déclarations d'utilité publique en date du 3 février 1914 :
- un arrêté grand-ducal qui déclare d'utilité publique « les travaux de construction de la ligne de chemin de fer à voie étroite de Luxembourg à Noerdange [...] sur le territoire des communes de Strassen, Mamer, Kehlen, Septfontaines, Tuntange, Sæul et Beckerich »[8].
- un arrêté grand-ducal qui déclare d'utilité publique la « construction d'une ligne de chemin de fer à voie étroite d'Ettelbruck à Redange, sur le territoire des communes d'Ettelbruck, Feulen, Mertzig, Grosbous, Bettborn et Redange »[9].

Les terrains acquis dans ce but furent revendus dans les années 1930.

## Infrastructure

### Voies et tracé
Longue de 29,54 km, la ligne Noerdange-Martelange avait un profil peu favorable, avec une déclivité maximale de 30 ‰.

### Arrêts
| Illustration | Nom              | Localité           |
| ------------ | ---------------- | ------------------ |
|              | Noerdange        | Noerdange          |
|              | Niederpallen     | Niederpallen       |
|              | Redange          | Redange-sur-Attert |
|              | Nagem            | Nagem              |
|              | Hostert          | Hostert            |
|              | Rambrouch        | Rambrouch          |
|              | Koetschette      | Koetschette        |
|              | Bigonville-Holtz | Bigonville         |
|              | Perlé            | Perlé              |
|              | Haut-Martelange  | Haut-Martelange    |
|              | Martelange       | Rombach            |

## Matériel roulant
Les convois étaient tractés par des locomotives à vapeur.

## Vestiges
Plusieurs sections sont devenues des sentiers aménagés ou des pistes cyclables. En gare de Niederpallen, une association crée en 1991 a restauré une voiture voyageur et un wagon marchandises, ainsi qu'une locomotive ex-ARBED (construite par la Société de La Meuse à Liège en 1937), achetée en 1995, bien que n'ayant jamais circulé sur cette ligne mais modifiée pour rappeler une locomotive d'origine du même constructeur (la no 11, livrée en 1919).